# Tatouage yantra
Le tatouage yantra ou sak yant ou sak yan (thaï : สักยันต์, sak signifiant "tatouer" et yant venant du sanscrit yantra, « « 1) figure géométrique tracée matériellement ou mentalement pour dompter le mental et maîtriser les forces cosmiques ; 2) moyen mnémotechnique ; 3) machine, engin ») est une forme de tatouage utilisant des motifs de yantras indiens. Il se compose de motifs géométriques sacrés, d'animaux et de divinités accompagnés de phrases en pali qui sont censées offrir pouvoir, protection, fortune, charisme et autres avantages au porteur.

## Histoire
Les tatouages censés offrir une protection et d'autres avantages ont été enregistrés partout en Asie du Sud-Est continentale et jusqu'au sud de l'Indonésie et des Philippines. Au fil des siècles, la tradition s'est étendue à ce qui est aujourd'hui le Cambodge, le Laos, la Thaïlande et certaines parties de la Birmanie. Si la tradition elle-même trouve son origine dans l'animisme tribal indigène, elle est devenue étroitement liée au concept hindou-bouddhiste de yantra ou de motifs géométriques mystiques utilisés pendant la méditation. Les tatouages de motifs yantras étaient censés détenir un pouvoir magique et étaient utilisés comme les tatouages kolam en Inde. Pour ces personnes, la religion est étroitement liée à la notion de magie, de santé et de bonne fortune.
L'écriture utilisée pour les yantras varie selon la culture et la géographie. Au Cambodge et dans le centre de la Thaïlande, on utilise l'ancienne écriture khmère de l'empire khmer. Dans le nord de la Thaïlande, les tatouages de yantra peuvent utiliser les écritures shan, thai du nord ou taï lü, et au Laos, c'est l'écriture lao tham qui est employée,,, L'écriture épelle des syllabes abrégées d'incantations pali. Au fil des siècles, différents maîtres ont ajouté à ces dessins des visions reçues lors de leurs méditations. Certains modèles de yantras ont été adaptés du chamanisme pré-bouddhiste et de la croyance dans les esprits des animaux que l'on trouvait en Asie du Sud-Est et qui ont été incorporés dans la tradition et la culture thaïlandaises.

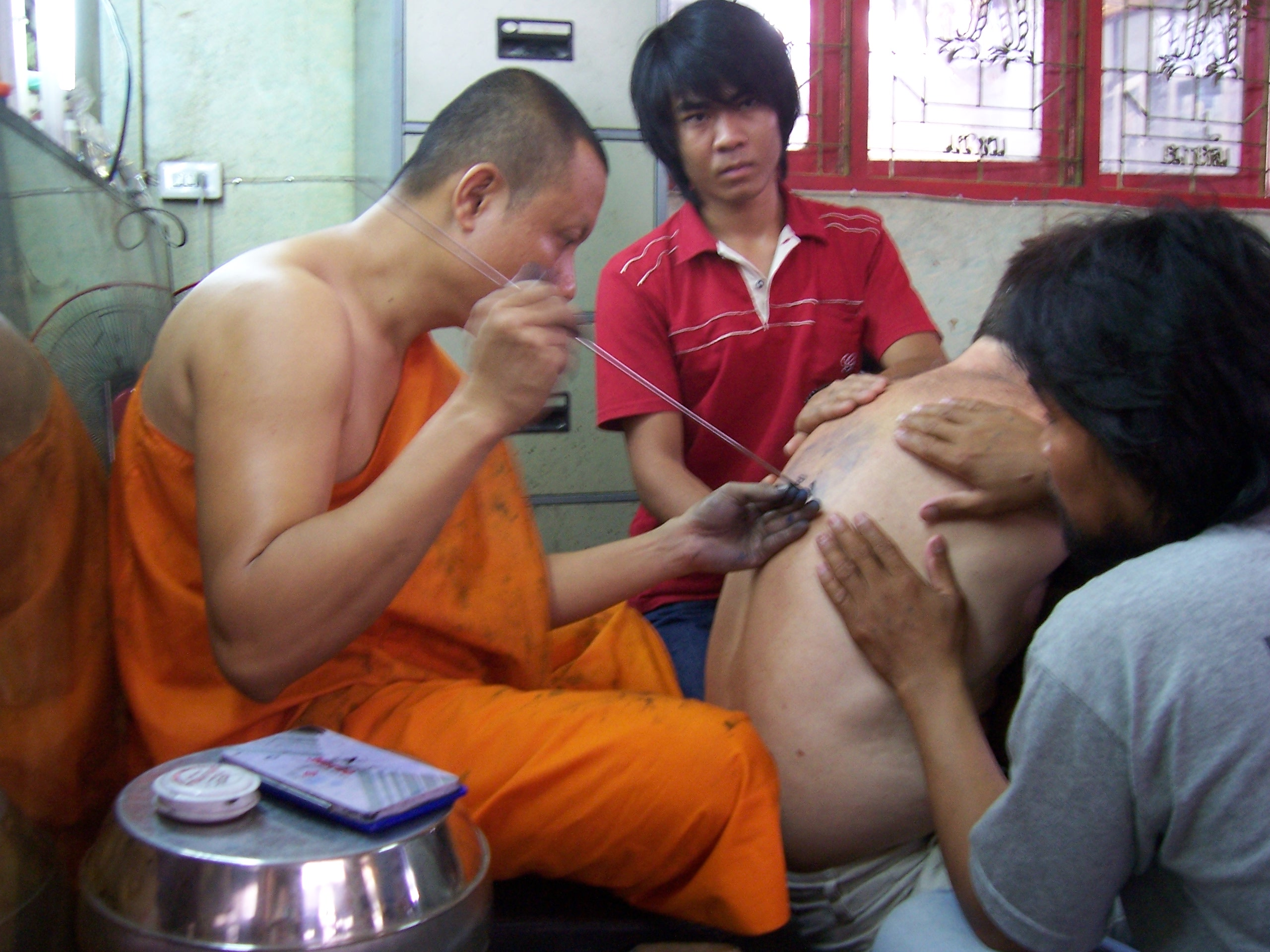
Tatouage à Wat Bang Phra
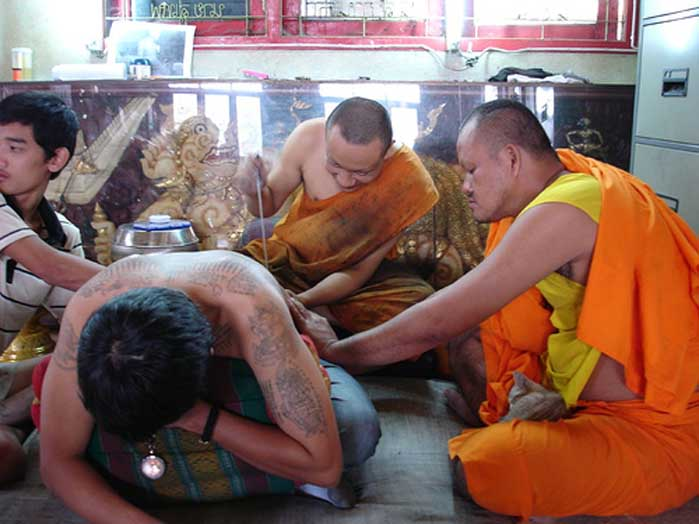
Tatouage à Wat Bang Phra
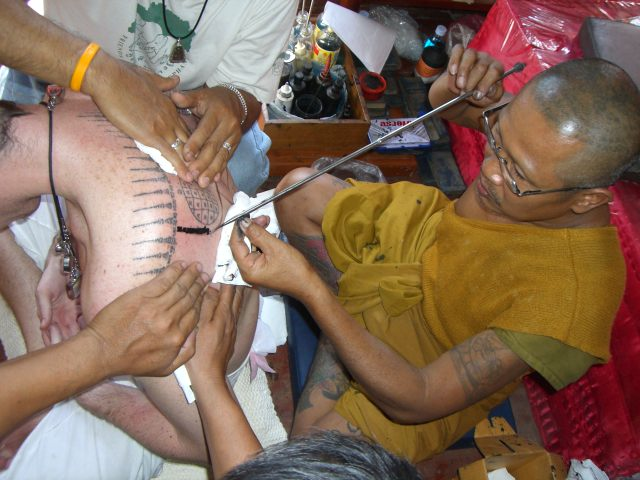
Hlwong Pi Pant en train de tatouer dans la province d'Ang Tong.
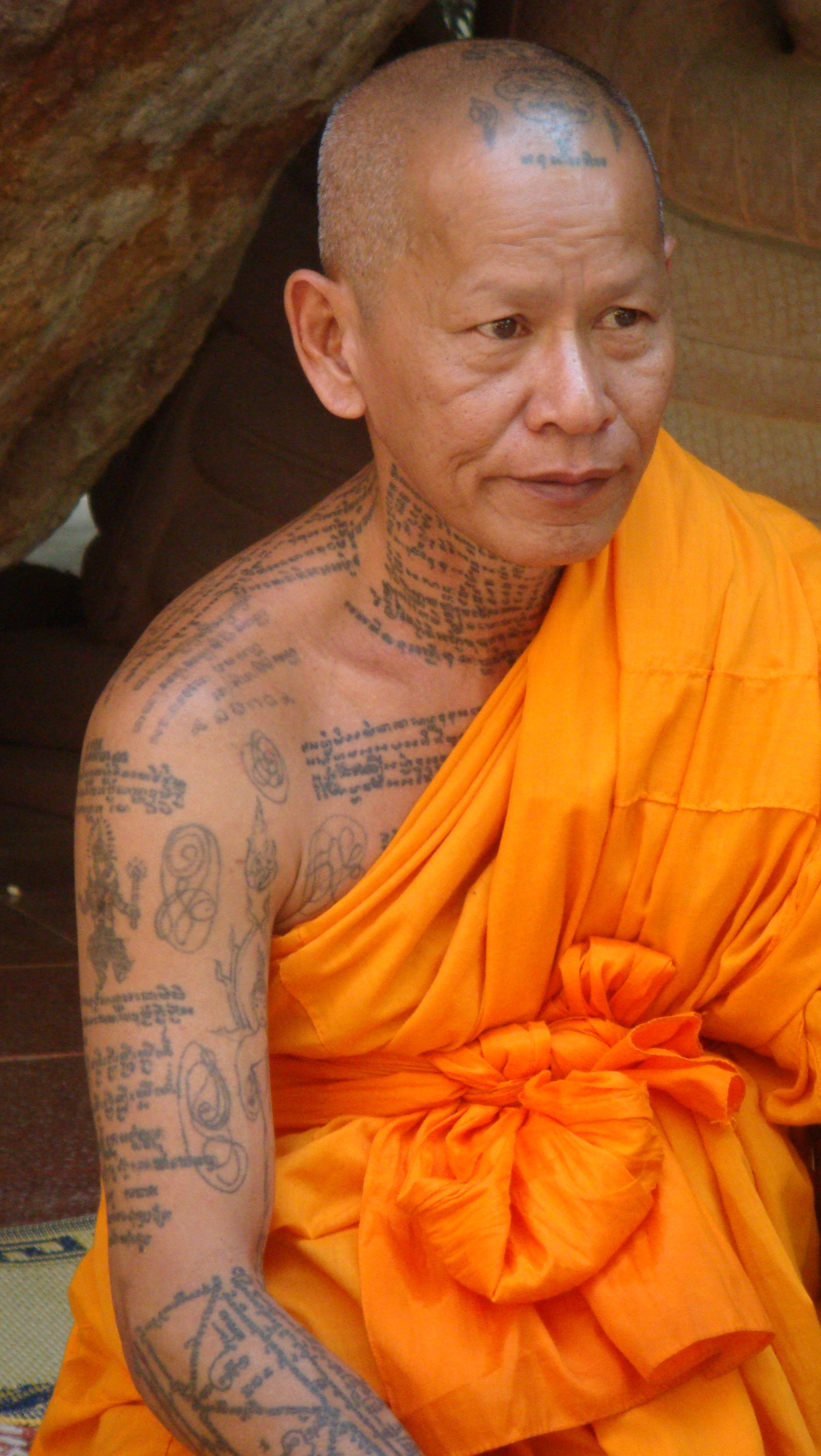
Moine cambodgien

## Signification
Les tatouages de yantra sont censés être magiques et conférer des pouvoirs mystiques, une protection ou de la chance. Il existe trois effets principaux d'un tatouage. L'un est celui qui profite au porteur, comme le rendre plus éloquent. Un autre est celui de la protection et d'éloigner le mal et les épreuves. Il est couramment utilisé par le personnel militaire, la police, les chauffeurs de taxi, les gangsters et d'autres personnes exerçant des professions perçues comme dangereuses. Un autre type est celui qui affecte les personnes qui entourent le porteur, par exemple en invoquant la peur. Le tatouage ne confère ses pouvoirs que si le porteur respecte certaines règles et certains tabous, comme s'abstenir de consommer un certain type d'aliments.
On pense que le pouvoir des tatouages sacrés diminue avec le temps. Ainsi, pour leur redonner du pouvoir chaque année, des maîtres du sak yant célèbrent avec leurs fidèles le rituel du Wai Khru. Wai khru signifie "rendre hommage à son gourou". En Thaïlande, le Wai Khru le plus impressionnant se déroule au temple de Wat Bang Phra,,,
Les motifs des sak yants sont également appliqués sur de nombreux autres supports, tels que le tissu ou le métal, et placés dans la maison, le lieu de culte ou le véhicule d'une personne comme moyen de protection contre le danger ou la maladie, pour accroître la richesse et pour attirer les amoureux.  
Ces dernières années, des célébrités hollywoodiennes telles qu'Angelina Jolie, dont les tatouages ont été encrés par Ajarn Noo Kanpai en Thaïlande, les ont rendus populaires auprès des femmes. Angelina Jolie s'est fait tatouer un yantra Ha-thaeo (ห้าแถว ; traduction : cinq rangées, cinq lignes) derrière son épaule gauche en 2003 ; puis un yantra beaucoup plus grand et puissant, un Yan Phraya Seua Khrong Liaw Lang (traduction : le tigre royal regardant en arrière) représentant un tigre du Bengale sur le bas de son dos en 2004 pour célébrer l'acquisition de la citoyenneté cambodgienne,. 
Cependant, un mouvement moderne en Thaïlande cherche à s'éloigner de son passé animiste. Dans le cadre de ce mouvement, de nombreux Thaïlandais d'aujourd'hui considèrent que les tatouages de yantra ne sont rien d'autre que des symboles de bonne chance qui ont du style.

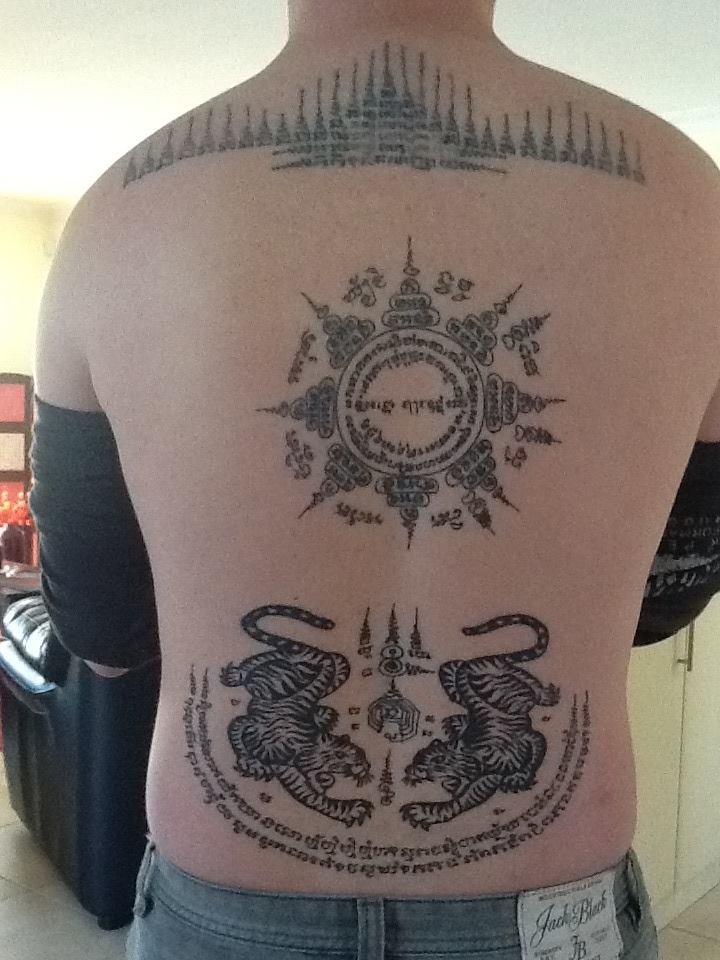
Tatouages réalisés en Thaïlande
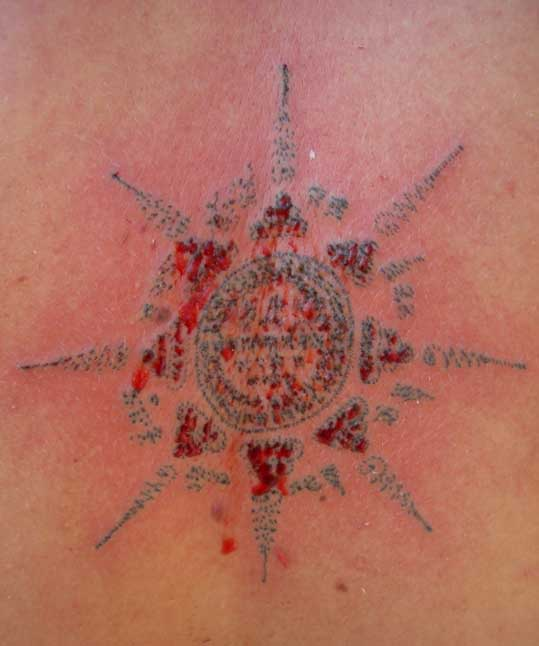
Un tatouage Paet-thit (แปดทิศ ; traduction : huit points cardinaux) tout "frais" pas encore cicatrisé
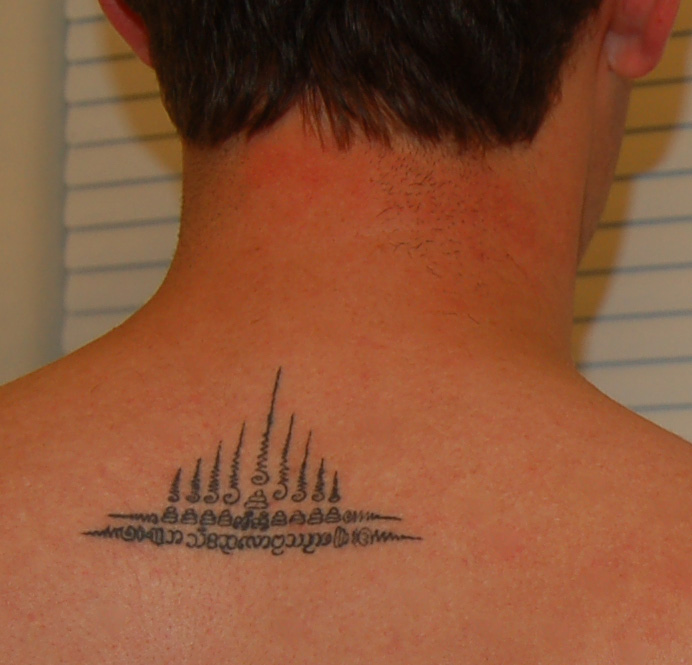
Un tatouage kao-yot (เก้ายอด ; traduction : neuf flèches)
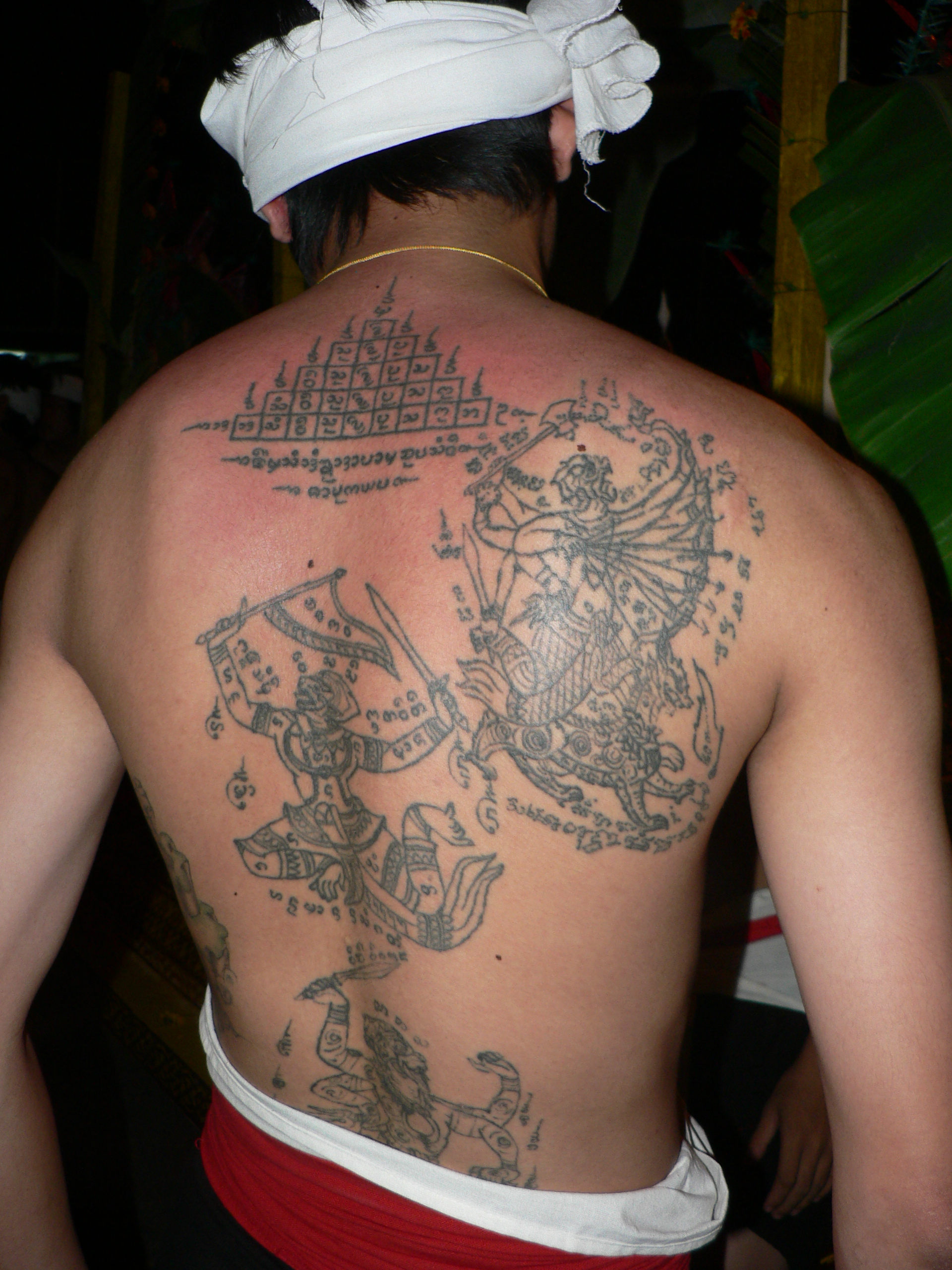
Tatouages réalisés à Chiang Mai
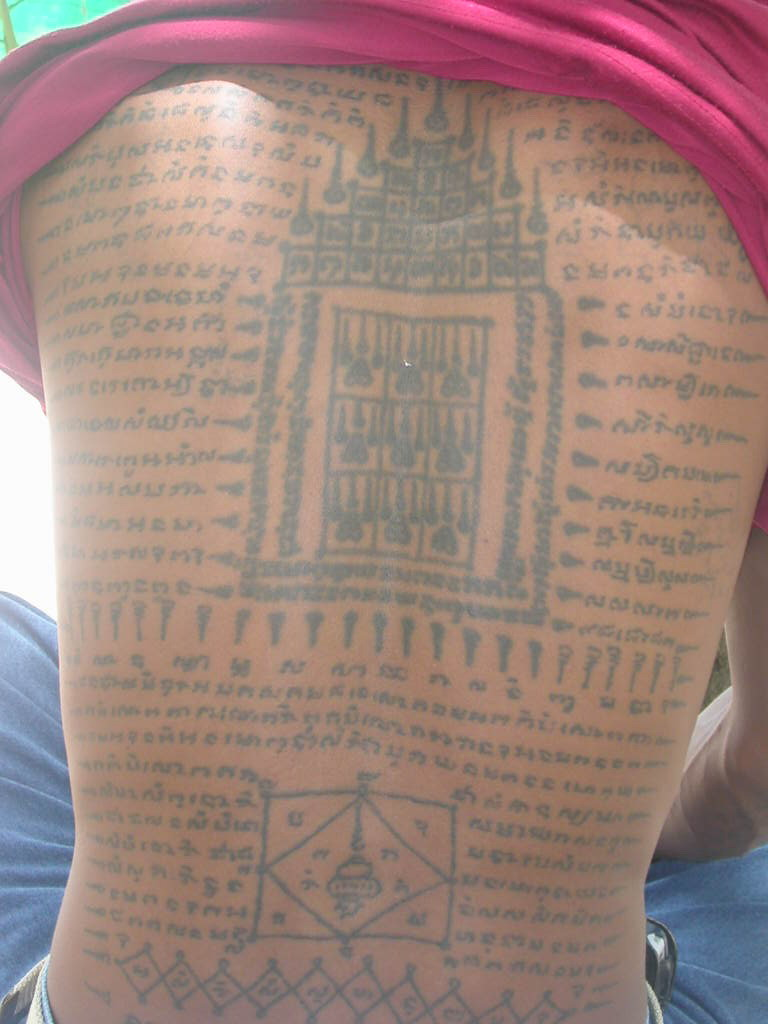
Tatouages thaïs

## Types et dessins

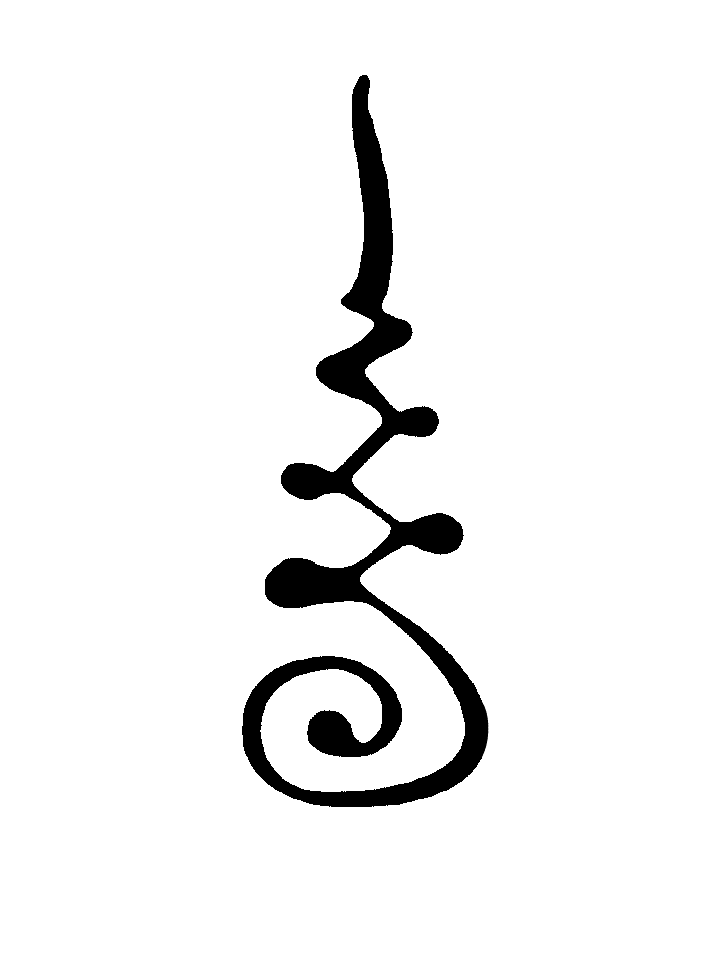
L'unalome
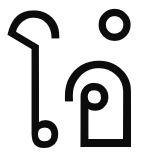
Om écrit en caractères thaïs.

Il existe de nombreux types et modèles traditionnels de tatouages de yantra, mais certains des plus connus et des plus populaires sont les suivants :
- Ong Phra (องค์พระ ; traduction : corps de Bouddha) - l'un des éléments les plus couramment utilisés dans le tatouage yantra, mais peut aussi être un dessin autonome plus complexe. Il est censé fournir une vision, des conseils, une illumination, etc.
- Ha-thaeo (ห้าแถว ; traduction : cinq rangées, cinq lignes). Généralement tatoué sur l'arrière de l'épaule gauche. Chacune des cinq lignes se rapporte à une bénédiction différente pour le succès et la bonne chance.
- Kao-yot (เก้ายอด ; traduction : neuf flèches) - typiquement tatoué sur le centre du haut du dos dans différentes tailles et niveaux de complexité.
- Si-yot (สี่ยอด ; traduction : quatre flèches) - pour influencer les sentiments ou les actions des autres et protéger le porteur.
- Paet-thit (แปดทิศ ; traduction : huit points cardinaux) - représente la protection dans les huit directions de l'univers. De forme ronde ; généralement tatoué au centre du dos. Illustré dans la galerie ci-dessous.
- Sip-thit (สิบทิศ ; traduction : dix points cardinaux) - une version de paet-thit, mais qui protège dans dix directions au lieu de huit.
- Maha-niyom (มหานิยม ; traduction : grande préférence) - accorder à son porteur la faveur des autres. De forme ronde ; généralement placé sur l'épaule arrière droite.
- Yot Mongkut (ยอดมงกุฎ ; traduction : couronne étoilée) - pour la bonne fortune et la protection au combat. Forme ronde ; généralement tatouée sur le sommet de la tête.
- Panchamukhi (ปัญจมุขี ; traduction : cinq visages de Deva) - destiné à éloigner la maladie et le danger.
- Suea (เสือ ; traduction : tigre) - représente généralement des tigres jumeaux. Représente le pouvoir et l'autorité.
- Uṇālom (อุณาโลม ; traduction : urna, souvent traduit par "unalome ") - la boucle ūrṇā entre les sourcils du Bouddha. Diversement décrit comme représentant le "troisième œil", la voie du nirvana, et la bobine, la ligne et le point de la syllabe "om" écrite dans l'alphasyllabaire thaï.

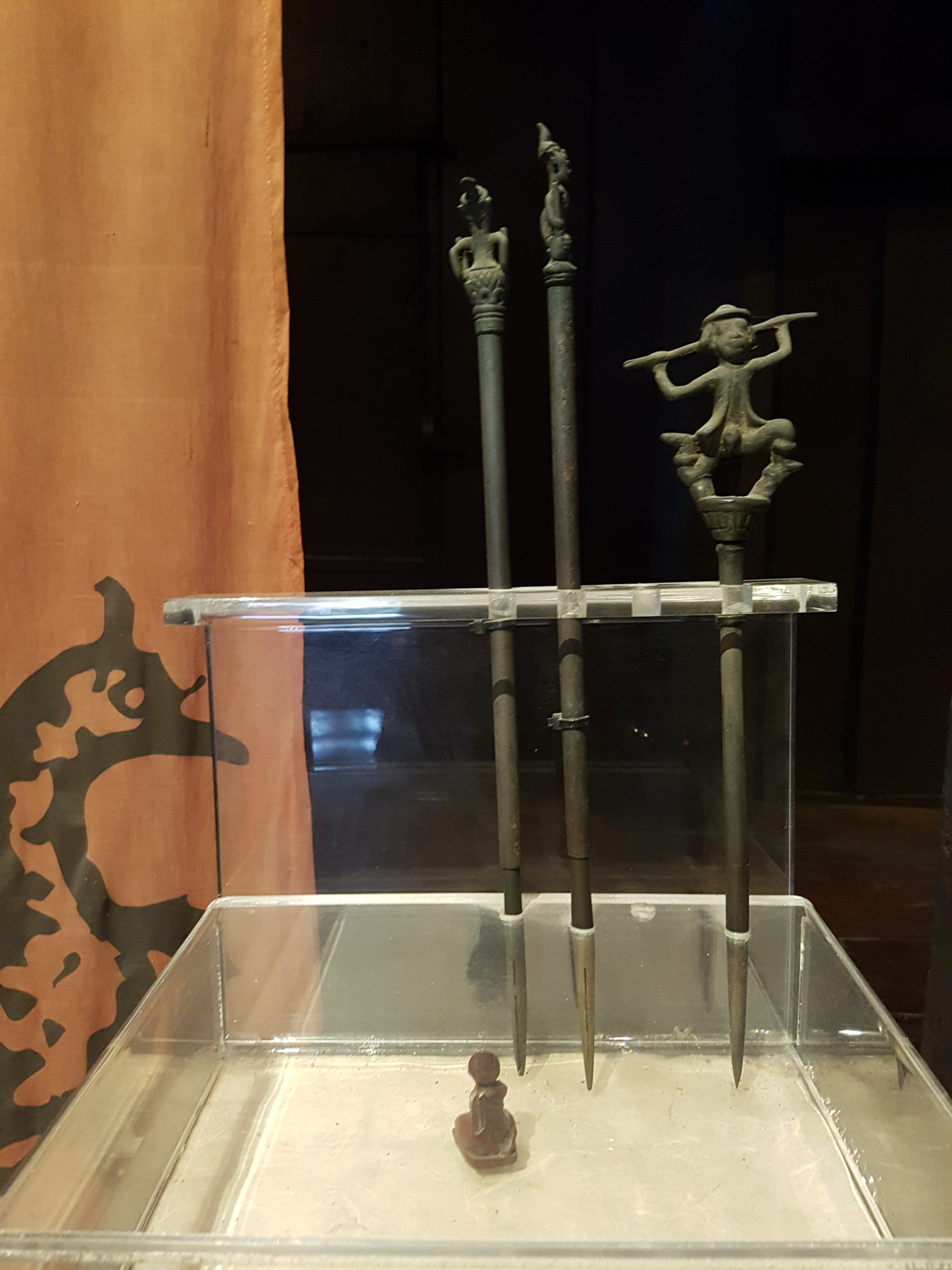
Aiguilles pour le tatouage. Siam Society (en), 2017
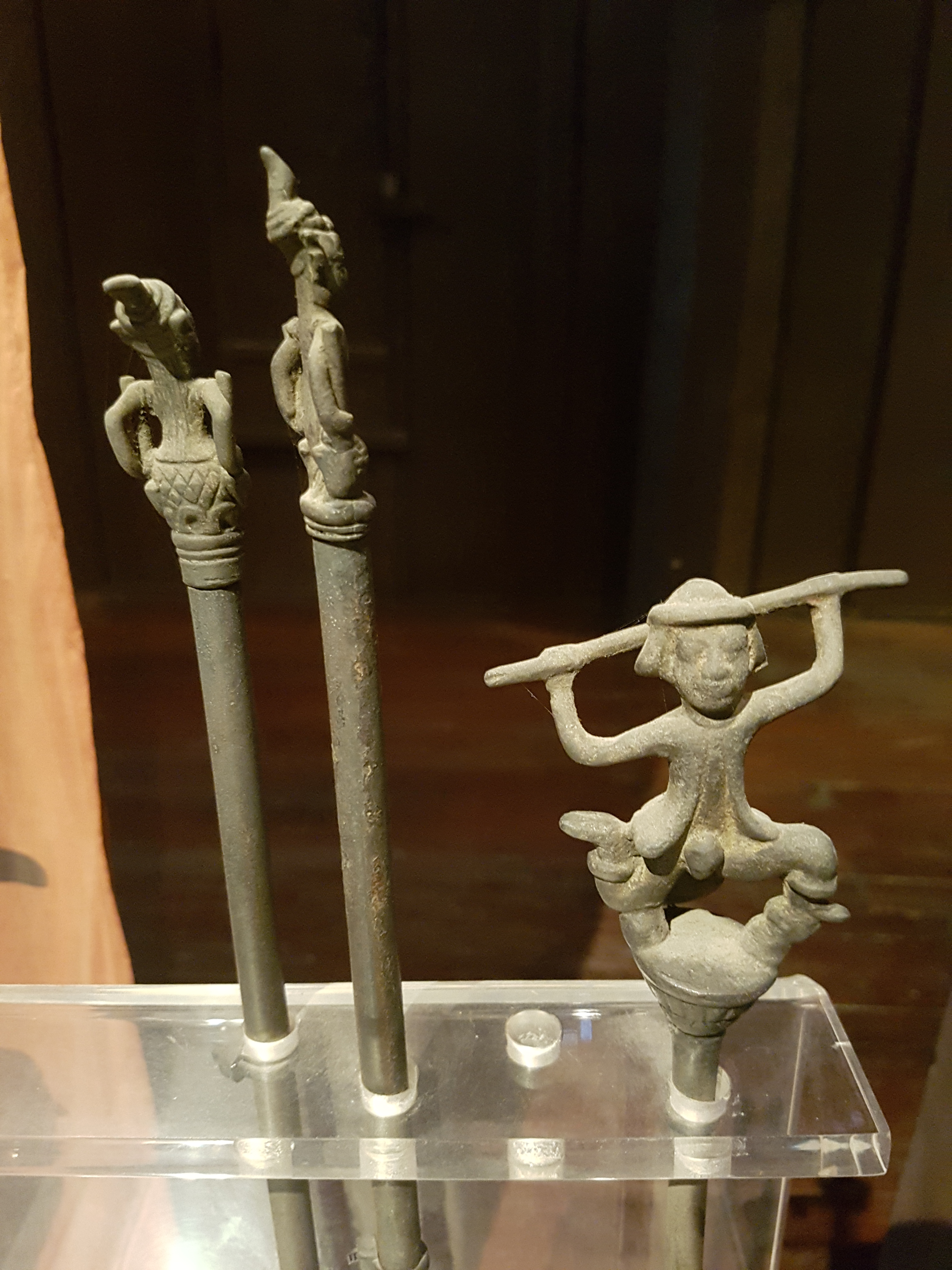
Aiguilles pour le tatouage. Siam Society (en), 2017

## Lieux
De nombreux sites Internet recommandent la Thaïlande comme le lieu où l'on peut réaliser les tatouages rituels les plus raffinés et considèrent le travail dans le pays comme le plus populaire pour apprendre cet art. Chaque année, des centaines d'étrangers à la recherche de tatouages originaux et magiques se rendent en Thaïlande pour se faire tatouer. En Asie du Sud-Est, la Thaïlande est de loin le pays qui compte le plus grand nombre de fidèles.
L'un des temples les plus célèbres à l'heure actuelle pour le tatouage de yantra est le Wat Bang Phra dans le district de Nakhon Chai Si, province de Nakhon Pathom, à 60 km de Bangkok en Thaïlande. Ajarn Noo Kanpai, peut-être le plus célèbre praticien du sak yan en Thaïlande, s'y est entraîné.
Un temple bien connu du nord de la Thaïlande est le Wat Nhong Khem (khem signifie aiguille), situé à San Patong, juste à l'extérieur de Chiang Mai, où se trouvait le défunt maître sak yan Phra Ajaan Gamtawn, décédé à Chiang Mai le 14 septembre 2010. Ce temple ne pratique plus le tatouage

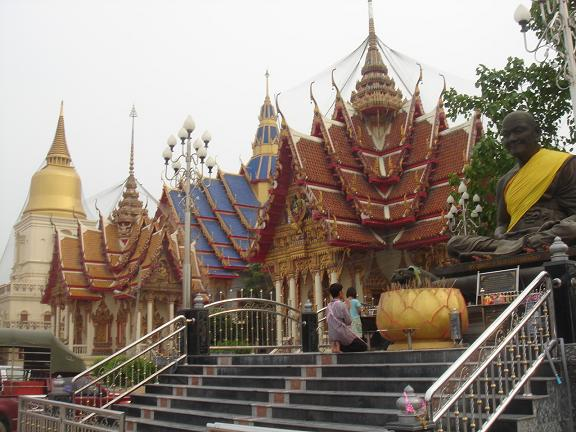
Wat Bang Phra

## Personnalités qui en portent
- Caterina Davinio
- Melissa O'Neil
- Angelina Jolie

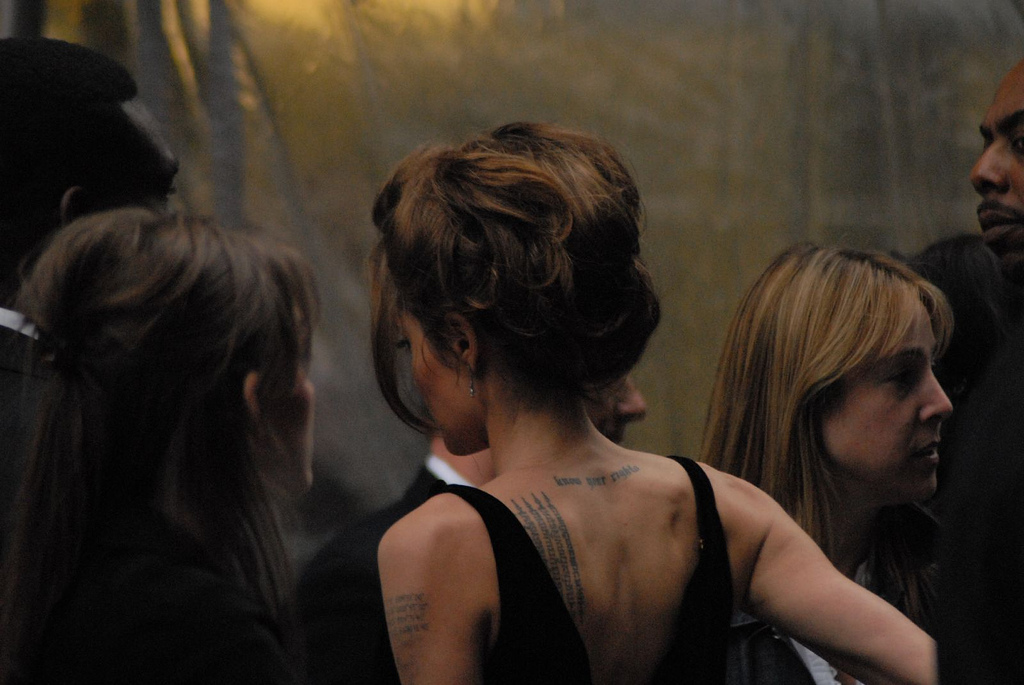
Angelina Jolie de dos